# Тит Анний Луск (консул)
Тит Анний Луск (лат. Titus Annius Luscus; умер после 133 года до н. э.) — римский политический деятель из плебейского рода Анниев, консул 153 года до н. э. В 133 году до н. э. был одним из главных оппонентов народного трибуна Тиберия Семпрония Гракха.

## Биография
Тит Анний Луск принадлежал к плебейскому роду Анниев, имевшему латинское происхождение и вошедшему в состав римской аристократии во II веке до н. э. Его отец носил тот же преномен; предположительно это был Тит Анний Луск, упоминающийся в источниках под 172 годом до н. э. в качестве легата и в 169 году до н. э. в качестве триумвира по выведению колоний.
О ранних этапах политической карьеры Тита Анния Луска ничего не известно. Исходя из даты его консулата и положений закона Виллия, определявшего минимальные временные интервалы между магистратурами, Р. Броутон предположил, что не позже 156 года до н. э. Луск должен был занимать должность претора. В 153 году до н. э. Тит Анний достиг консульства вместе с ещё одним плебеем, Квинтом Фульвием Нобилиором.
Следующее упоминание о Тите Аннии относится к 133 году до н. э., когда он был одним из старейших консуляров Рима. Луск оказался в числе видных представителей аристократической оппозиции народному трибуну Тиберию Семпронию Гракху, попытавшемуся провести преобразования вопреки воле сената. Луск выступил в сенате против отстранения Гракхом от должности ещё одного трибуна, Марка Октавия. По мнению некоторых исследователей, таким образом Тит Анний вызвал трибуна на своеобразный судебный поединок (sponsio), в ходе которого планировал уличить Гракха в нарушении закона. В этом случае получается, что Тиберий Семпроний принял вызов, но организовал диспут не перед судьями, а перед народным собранием. По некоторым данным, трибун даже приказал схватить Луска и вывести его на форум насильно. Тот и перед народом произнёс речь против трибуна или заставил его замолчать одним каверзным вопросом: «Если ты вздумаешь унижать меня и бесчестить, а я обращусь за помощью к кому-нибудь из твоих товарищей по должности и он заступится за меня, а ты разгневаешься, — неужели ты и его отрешишь от власти?» Гракх не смог придумать удачный ответ и распустил собрание.
Многие исследователи видят в рассказах источников об этом эпизоде влияние антигракханской традиции. Это самый ранний из известных науке случаев, когда политика вызвали на народную сходку, чтобы подвергнуть массированному давлению со стороны плебса.
Дата смерти Тита Анния неизвестна.

## Потомки
Предположительно сыном Тита Анния Луска был Тит Анний Луск Руф, консул 128 года до н. э. Согласно гипотезе Вильгельма Друмана, правнуком Луска Руфа был Тит Анний Милон.

## Личность
Марк Туллий Цицерон называет Тита Анния в одном из своих трактатов довольно красноречивым человеком. По словам Плутарха, это был «человек незначительный и небольшого ума, но считавшийся непобедимым в спорах», а также уступавший Тиберию Семпронию Гракху «в доброй славе».